# Il rivale di papà
Il rivale di papà è un cortometraggio del 1914 scritto e diretto da Carlo Campogalliani che, con questo film prodotto dalla Ambrosio, debuttò nella regia. Interpreti del film furono lo stesso Campogalliani (che aveva iniziato la sua carriera di attore cinematografico nel 1910), Oreste Bilancia e la popolare attrice Gigetta Morano.

## Distribuzione
Distribuito dalla Barattolo, il film - un cortometraggio in una bobina - ottenne il visto di censura n° 4644 il 1º ottobre 1914.